# Diatto

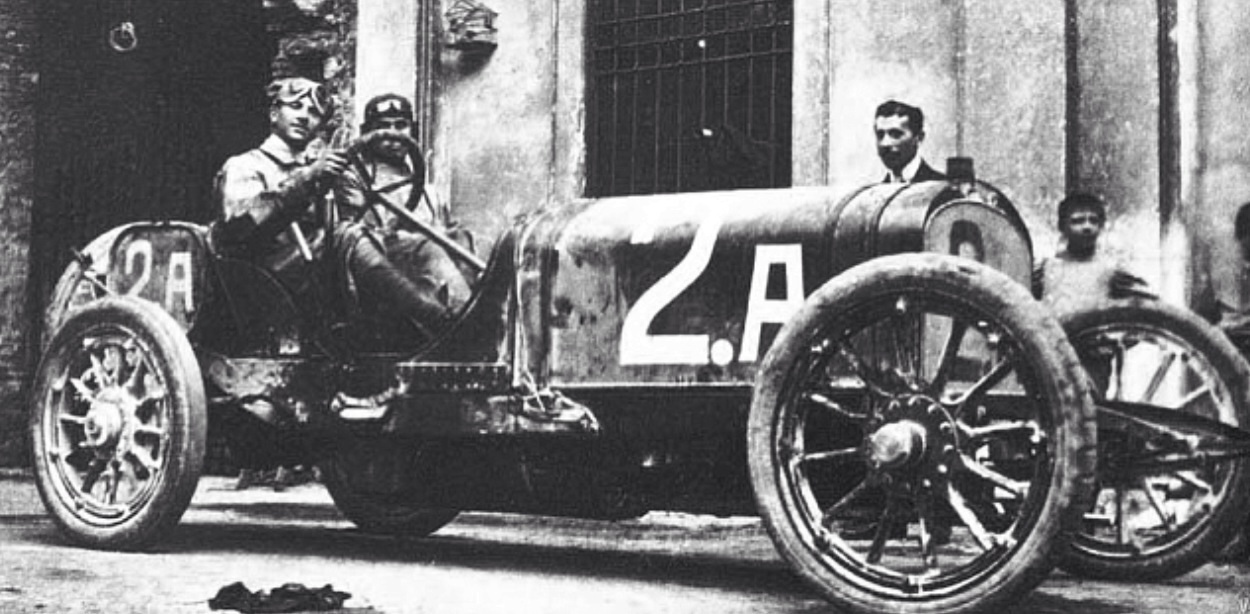
Diatto 14/28 HP (1907)

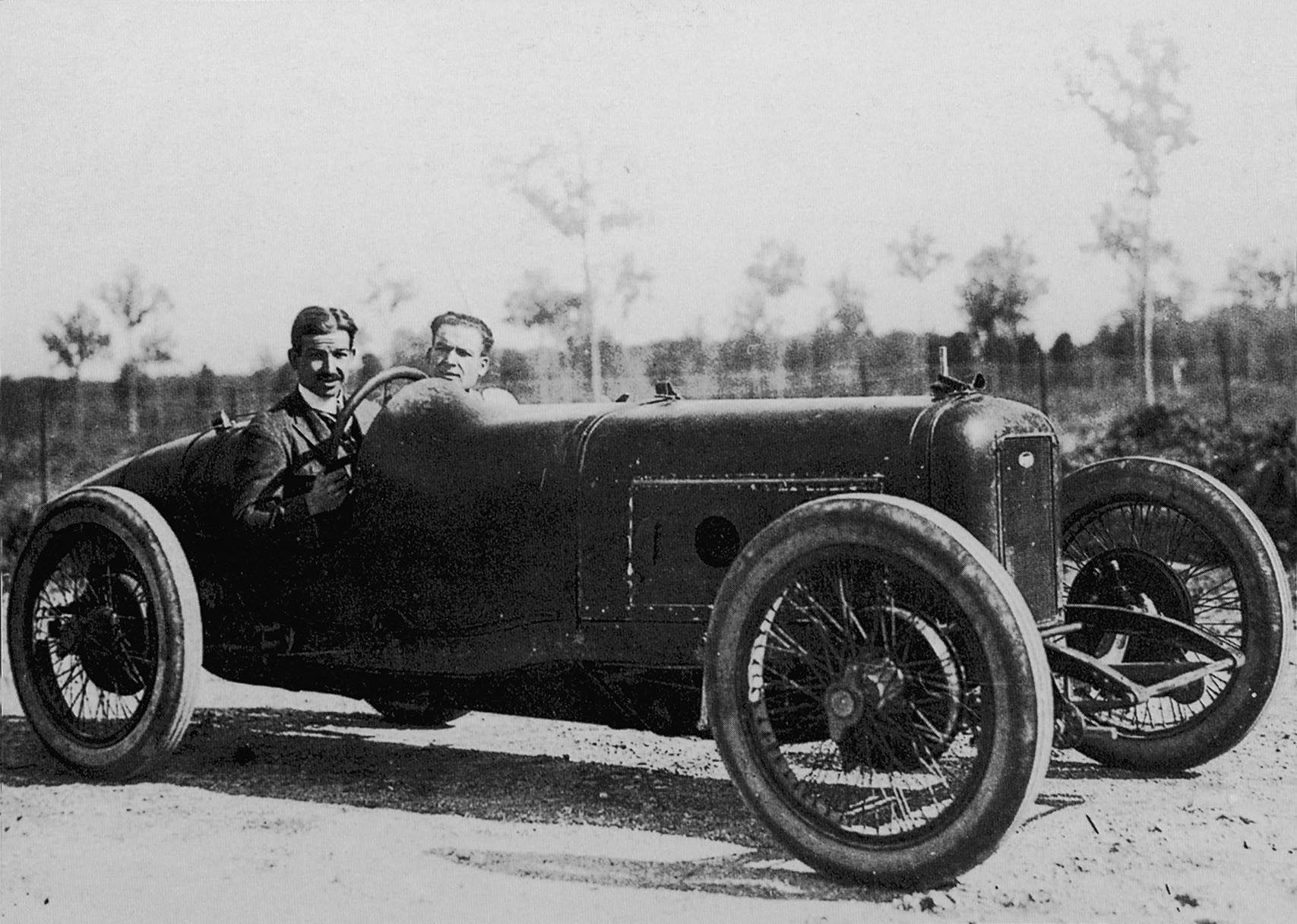
Diatto 8C Alfieri (1925)

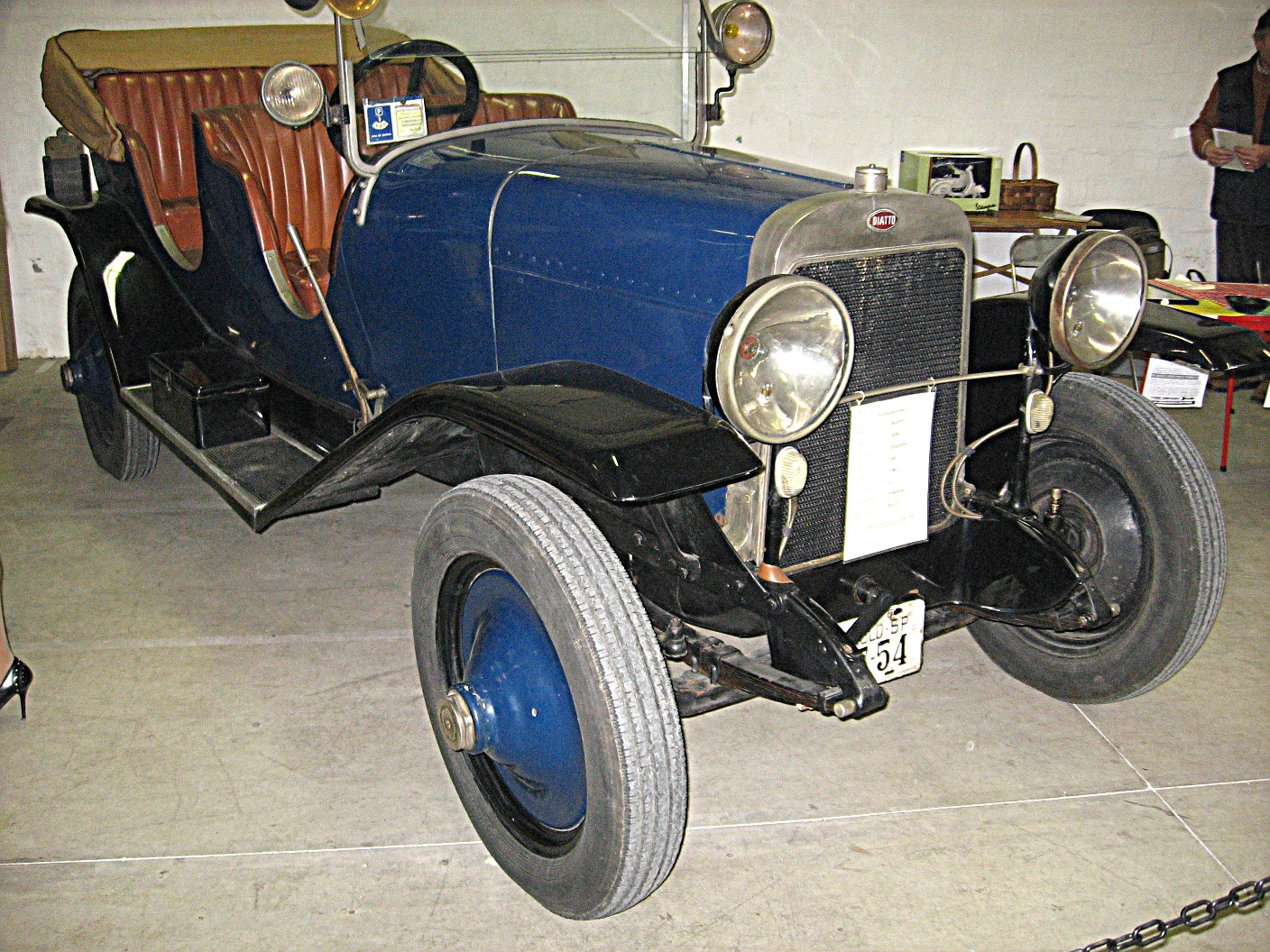
Diatto 20 DA (1926)

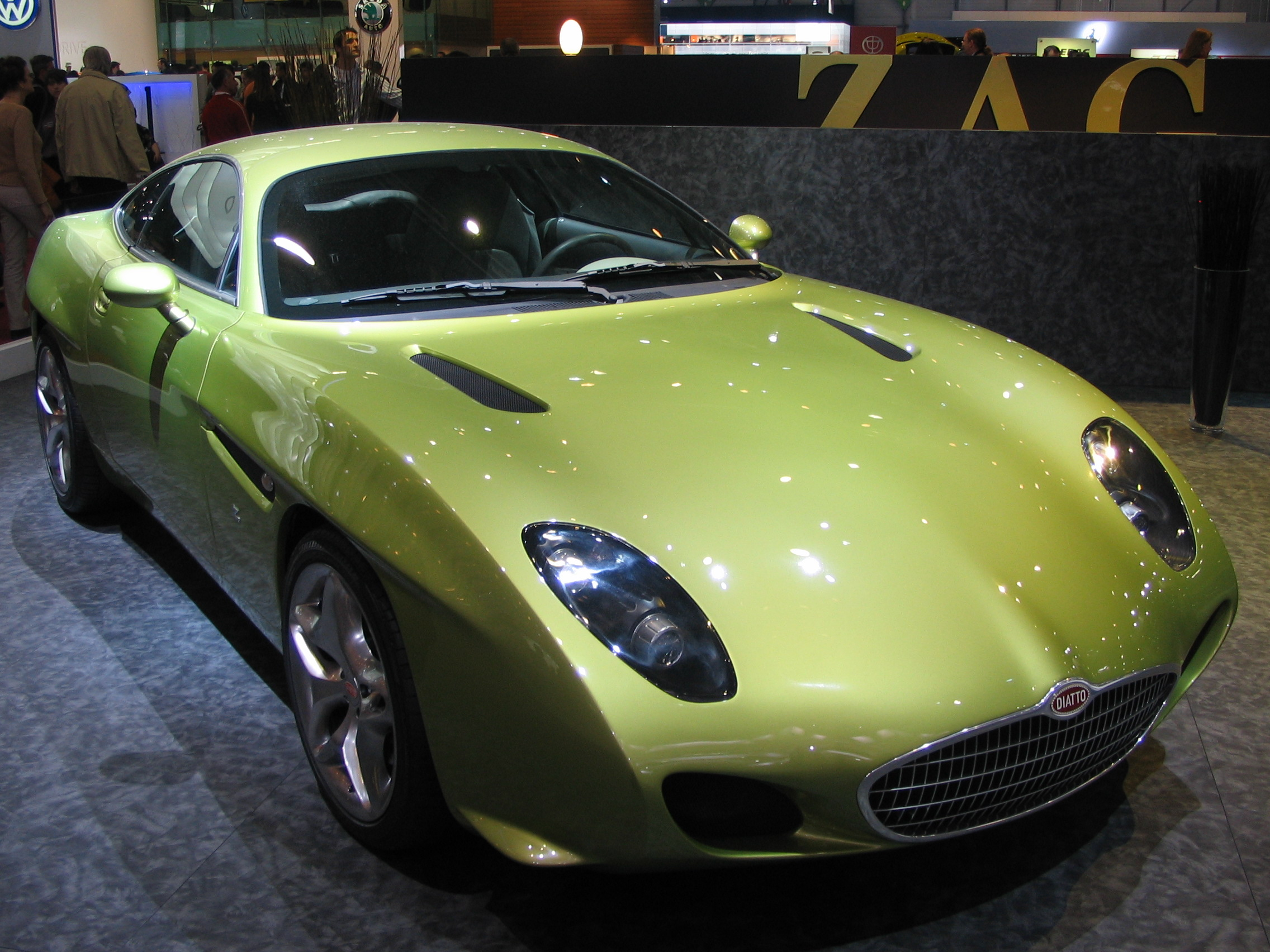
Diatto Ottovù Zagato (2007)

Diatto – dawny włoski producent samochodów sportowych z siedzibą w Turynie działający w latach 1905–1929. Markę reaktywowano w 2007 roku.

## Historia
W 1905 roku bracia Diatto, którzy w latach 60. XIX wieku rozpoczęli rozwijać we włoskim Turynie swoje pierwsze przedsięwzięcia, założyli motoryzacyjne przedsiębiorstwo nazwane od rodowego nazwiska. Dzięki kontaktom z firmą Clement z Paryża, podjęto się podpisania porozumienia, na którego mocy w 1906 roku ruszyła produkcja pierwszych samochodów Diotto. Oprócz produkcji niewielkich, lekkich pojazdów sportowych, Diatto zaangażowało się także w wyścigi samochodowe - włącznie z długodystansowymi, na czele z rajdem Paryż-Pekin z 1907 roku. Początkowo będąc firmą o włosko-francuskim kapitale, Diatto już po 3 latach istnienia w 1909 roku stało się całkowicie włoskie.
Druga dekada XX wieku przyniosła koncentrację włoskiej firmy na rozwoju silników benzynowych. Czterocylindrowe jednostki napędowe charakteryzowały się leżącym ułożeniem w samochodzie typu monoblock. W międzyczasie, firma kontynuowała rozwój swojej oferty samochodowej o modele nazywane poprzez parametry napędzających ich silników, rozpoczynając od modelu 11 HP z 1911 roku. Okres I wojny światowej przyniósł duże zaangażowanie Diatto we włoski przemysł, który pomógł dopracować wykorzystywane technologie i kontynuować ich zastosowanie w warunkach powojennych. W latach 20. Diatto nawiązało współpracę z francuskim Bugatti na polu rozwoju silników lotniczych. W tym samym okresie Diatto kooperowało także z inżynierami rodzimego Maserati.
Sukcesy na polu inżynieryjnym nie pomogły przezwyciężyć zadłużenia, w jakim Diatto nieustannie było od momentu zakończenia się I wojny światowej. Kłopoty finansowe skłoniły braci Diatto do zamknięcia firmy i wycofania się z biznesu w 1926 roku, co trwale doprowadziło do zniknięcia z rynku motoryzacyjnego.

### Reaktywacja
Pierwszą próbę reaktywacji Diatto podjęto już po II wojnie światowej, próbując wznowić produkcję samochodów we współpracy z lokalną firmą Galileo. Przedsięwzięcie poniosło jednak porażkę. Z kolei ponad 80 lat po upadłości, hołd dla dawnej włoskiej firmy wyraziło studio projektowe i producent nadwozi Zagato. W 2007 roku zaprezentowało on specjalny, limitowany samochód Ottovù Zagato będący współczesną interpretacją samochodu marki Diatto, po raz pierwszy nosząc ją od upadłości firmy w 1926 roku. Sportowo-luksusowe coupé powstało łącznie w 99 egzemplarzach.

## Modele samochodów

### Historyczne
- 8/10 HP (1906)
- 12/16 HP (1906)
- 20/24 HP (1906)
- 10/12 HP (1906–1909)
- 14/18 HP (1906–1909)
- 20/25 HP (1906–1909)
- 25/35 HP (1906–1909)
- 24 HP (1906–1909)
- 11 HP (1911)
- 18 HP (1912–1915)
- 20 DA (1921)
- 8C (1924–1925)
- Type 30 (1926)
- Ottovù Zagato (2008–2009)